# Hugh Greene
Pour les articles homonymes, voir Greene.
Hugh Greene est un journaliste britannique né en 1910 et mort en 1987. Il a notamment été directeur général de la BBC de 1960 à 1969.

## Biographie
Hugh Carleton Greene est le frère du romancier Graham Greene. Après un diplôme d'Oxford et 1933 et des débuts comme correspondant à Munich  pour le New Statesman et le Daily Herald puis le Daily Telegraph, il est expulsé en 1939, puis embauché par la BBC pour diriger son service allemand en 1940, puis monte les échelons : il devient successivement directeur des affaires courantes, directeur administratif et enfin directeur général en 1960, avec la charge de faire remonter les audiences, qui avaient beaucoup baissé, tout en enrayant la  préférence du public pour les programmes plus populaires, souvent importés des États-Unis.
Il introduit dans les programmes la satire avec That Was The Week That Was (1962-63) et encourage la production de drames policiers réalistes comme Z Cars (1962-78), ou les sitcoms originaux comme Steptoe and Son (1962-74) et Till Death Us Do Part (1966-75).
Il milite pour l'indépendance éditoriale de la BBC, s'opposant aux interférences politiques et réunissant un comité, le "Pilkington Committee" pour moderniser la charte de l'entreprise, avant de prendre sa retraite pour aller diriger l'entreprise familiale "Greene King Brewery".
Il reçoit en 1984 un BAFTA Fellowship pour l'ensemble de sa carrière.